# Mercedes (partido)
Mercedes (Partido de Mercedes) is een partido in de Argentijnse provincie Buenos Aires. Het bestuurlijke gebied telt 59.870 inwoners. Tussen 1991 en 2001 steeg het inwoneraantal met 7,62 %.

## Plaatsen in partido Mercedes
- Agote
- Altamira
- García
- Goldney
- Gowland
- La Verde
- Mercedes
- San Jacinto
- Tomás Jofré